# Manuel Gera
Manuel Gera (* 1963) ist ein deutscher Kirchenmusiker und Organist.
Gera studierte an der Robert Schumann Hochschule in Düsseldorf evangelische Kirchenmusik. Dort legte er 1991 das A-Examen ab. Seine Lehrer waren unter anderem Hartmut Schmidt (Chorleitung), Hans-Dieter Möller (Orgel) und Gustav Adolf Krieg (Orgelimprovisation). Nach einem Aufbaustudium an der Musikhochschule des Saarlandes bei Daniel Roth und Theo Brandmüller schloss er 1995 das Konzertexamen im Fach Orgelimprovisation an. Ebenfalls 1995 wurde er beim Internationalen Wettbewerb für Orgelimprovisation in Schwäbisch Gmünd mit dem dritten Preis ausgezeichnet.
Nach Stationen als Kantor in Oberhausen und Soest wurde er 2001 an die Hamburger Michaeliskirche berufen. Dort war er als Organist und Chorleiter bis 2021 tätig. Im Jahr 2006 wurde er von der Kirchenleitung der Nordelbischen Kirche zum Kirchenmusikdirektor ernannt. Zum 1. Mai 2021 trat er in Jüterbog südlich von Berlin die Stelle des Kreiskantors an.
Schwerpunkt seiner organistischen Tätigkeit ist die Orgelimprovisation. Gemeinsam mit seiner Ehefrau Anne-Katrin Gera konzipiert er Orgelkonzerte für Kinder.

## Kompositionen
- Credo novum (2005)
- Engel-Triptychon (2006)
- Missa de Angelis (2007)